# 萊陶海崖
萊陶海崖（英語：Lettau Bluff），是南極洲的海崖，位於博福特島西側，海拔高度200米，以威斯康星大學麥迪遜分校教授命名，現時由南極條約體系管理。